# Brygadowe Koło Młodych „Pogoń”
Brygadowe Koło Młodych „Pogoń” − polska wojskowa organizacja niepodległościowa, działająca na emigracji po II wojnie światowej. Organizacja nawiązywała do tradycji legionowych i miała na celu wykształcenie kadr dla przyszłych sił zbrojnych niepodległej Polski. Miała być gotowa, by we właściwej chwili przekształcić się w jednostkę bojową, mogącą wziąć udział w wojnie między Zachodem a ZSRR. 

## Powstanie i cele
„Pogoń” powstała w 1949 r. w Londynie z inicjatywy środowiska byłych żołnierzy 1 Dywizji Piechoty Legionów. W myśl statutu prowadzić miała wśród młodzieży 

pracę wychowawczą i szkoleniową celem przygotowania godnych następców żołnierzy legionowych.

 Organizacja miała przyczynić się do odbudowy niepodległej Polski w granicach określonych Traktatem Ryskim na wschodzie, a linią Odry i Nysy na zachodzie. Miała być gotowa, by w sprzyjających okolicznościach (w razie wybuchu III wojny światowej) utworzyć w oparciu o nią dywizję desantową, która weszłaby w skład odtwarzanych Polskich Sił Zbrojnych u boku zachodnich aliantów.

## Działalność
Funkcję komendanta „Pogoni” objął ppłk dypl. Zygmunt Czarnecki, a inspektorami wyszkolenia wyznaczeni zostali generałowie Janusz Głuchowski i Kazimierz Wiśniowski, których mianował Naczelny Wódz gen. Władysław Anders. Organizacja została zorganizowana tak, by jej struktura była zbliżona do dywizji piechoty. W jej ramach powstały koła pułkowe, które dzieliły się na batalionowe, kompanijne, plutonowe i drużynowe. Oprócz kół w Wielkiej Brytanii koła „Pogoni” powstały m.in. we Francji, Hiszpanii, RFN, Kanadzie, Stanach Zjednoczonych i innych krajach wolnego świata.
Członkowie „Pogoni” uczyli się nowoczesnej sztuki wojennej, uczestniczyli w kursach podchorążych, a także kursach oficerskich. Po kilku latach liczebność organizacji doszła do ok. 1000 osób na całym świecie. Wybranych członków „Pogoni” szkolono w tajemnicy przy współpracy z armiami niektórych państw Zachodu, zwłaszcza Francji, umożliwiając m.in. zapoznanie się ze sprzętem wojskowym NATO. Do ćwiczeń członków „Pogoni” wynajmowano samoloty i śmigłowce. 
Wśród orędowników „Pogoni” byli m.in. generałowie Władysław Bortnowski i Kazimierz Sosnkowski. Gen. Sosnkowski wystosował w lipcu 1951 r. list do Koła, życząc, by duch Komendanta I Brygady Legionów czuwał nad nimi i błogosławił ich dążeniom i wysiłkom.
Działalność Koła była przedmiotem zainteresowania i rozpracowania komunistycznego wywiadu PRL.

## Rozłam i schyłek organizacji
Po okresie intensywnego rozwoju w latach 50., z biegiem lat zainteresowanie „Pogonią” malało. Przyczyniło się do tego zarówno starzenie się emigracji niepodległościowej, jak i oddalenie się perspektywy wybuchu III wojny światowej, a tym samym perspektywy walki zbrojnej o niepodległość Polski.
W 1967 r. w organizacji doszło do rozłamu, którego tłem był konflikt między gen. Władysławem Andersem, a Prezydentem RP Augustem Zaleskim. 27 lutego 1967 r. gen. Anders zwolnił Zygmunta Czarneckiego ze stanowiska Komendanta Głównego „Pogoni”, mianując na to stanowisko płk. dypl. Stanisława Mayera. W odpowiedzi gen. Zygmunt Czarnecki poinformował, że rozwiązał „Pogoń”, przekształcając ją w Polską Organizację Wojskową i Niepodległościową „Pogoń”. W kolejnych latach obie organizacje działały równolegle, z tym, że w 1973 POWN „Pogoń” przestała być uznawana przez Rząd RP i Generalnego Inspektora Sił Zbrojnych. 
W 1984 r. „Pogoń” zakończyła działalność.